# Haroldius philippinensis
Haroldius philippinensis är en skalbaggsart som beskrevs av Guido Pereira 1954. Haroldius philippinensis ingår i släktet Haroldius och familjen bladhorningar. Inga underarter finns listade i Catalogue of Life.